# إسماعيل عبد الحافظ
إسماعيل عبد الحافظ (15 مارس 1941 - 13 سبتمبر 2012 ) هو مخرج مصري ويعد من أبرز مخرجي الدراما التليفزيونية في العقود الأخيرة. عبد الحافظ من الجيل الثاني لمخرجي الدراما المصرية مع يحيى العلمي ومحمد فاضل (مخرج)، وقد شكّل ثنائيًا ناجحًا مع السيناريست الراحل أسامة أنور عكاشة الذي أخرج له عدة مسلسلات تليفزيونية.

## عن حياته
ولد عبد الحافظ بمحافظة كفر الشيخ، وتخرج من كلية الآداب قسم لغات شرقية بجامعة عين شمس عام 1963 بتقدير جيد جداً مع مرتبة الشرف. رفض العمل معيدًا بالكلية لحصوله في ذات الوقت على خطاب تعيين للعمل بالإذاعة والتليفزيون، وعمل في 1963 كمُساعد مُخرج في مراقبة الأطفال، ثم انتقل عام 1965 إلى مُراقبة المُسلسلات.

## مشواره الفني
ارتبط مشوار عبد الحافظ الإخراجي برفيق دربه الكاتب الراحل أسامة أنور عكاشة الذي توفي عام 2010، حيث بدأ في نهاية الستينيات أول عمل له كمُخرج، وكوّن ثنائي لامع مع عكاشة، وكان من أشهر أعماله «الشهد والدموع»، و«ليالي الحلمية»، و«خالتي صفية والدير»، و«الوسية»، و«العائلة»، و«امرأة من زمن الحب»، و«حدائق الشيطان»، وتوقّف إنتاجه الإخراجي بعد وفاة أسامة أنور عكاشة حزنا عليه .

## وفاته
توفي صباح يوم الخميس 13 سبتمبر 2012 عن عمر ناهز الـ71 عاما في باريس بعد صراع قصير مع المرض استدعى مكوثه بالمستشفى منذ أول أيام عيد الفطر ودفن في مقابر عائلته بقرية الخادمية بمحافظة كفر الشيخ وهي تبعد حوالي 5 كيلو متر عن مدينة كفر الشيخ .

## أهم أعماله
| - راس القط - ليالي الحلمية - خمسة أجزاء. - المصراوية - جزئين. - الشهد والدموع - جزئين. - عفاريت السيالة. - حدائق الشيطان. - شارع الموردي. - عدى النهار. - نقطة نظام. - كناريا وشركاه. - للثروة حسابات أخرى. - الأصدقاء. - امرأة من زمن الحب. - خالتي صفية والدير. - الوسية. | - الموج والصخر. - أكتوبر الآخر. - ابن ليل. - ضد التيار. - أهالينا. - جمهورية زفتى. - أهالينا. - العائلة. - أسوار الحب. - وجع البعاد. - البر الغربي. - سامحوني ما كنش قصدي. - الشراقي. - أيوب البحر |